# Martin Drew
Martin Drew (født 11. februar 1944 i Northampton, England, død 29. juli 2010) var en engelsk jazztrommeslager.
Drew er nok bedst kendt for sit samarbejde med Oscar Petersons trio, som på det tidspunkt også bestod af Niels Henning Ørsted Pedersen. Martin Drew spillede også med den engelske tenorsaxofonist Ronnie Scotts gruppe.